# 1931-es magyar birkózóbajnokság
Az 1931-es magyar birkózóbajnokság a huszonötödik magyar bajnokság volt. Ettől az évtől férfi szabadfogásban is rendeztek bajnokságot. A kötöttfogású bajnokságot december 5. és 6. között, a szabadfogású bajnokságot pedig szeptember 13-án rendezték meg, mindkettőt Budapesten, a Műegyetemen.

## Eredmények

### Férfi kötöttfogás
| Versenyszám   | Arany                        | Arany | Ezüst                         | Ezüst | Bronz                       | Bronz |
| ------------- | ---------------------------- | ----- | ----------------------------- | ----- | --------------------------- | ----- |
| Légsúly       | Imrei Károly Újpesti TE      |       | Szekfü László Kaposvári Turul |       | Gyarmati Pál Testvériség SE |       |
| Pehelysúly    | Tóth Ferenc Újpesti TE       |       | Fehér Mihály Ferencvárosi TC  |       | Tóth Sz. Szegedi AK         |       |
| Könnyűsúly    | Kárpáti Károly Újpesti TE    |       | Bognár Újpesti TE             |       | Ujvári Ferenc Törekvés SE   |       |
| Kisközépsúly  | Próka Gyula Újpesti TE       |       | Rétháti Ödön Munkás TE        |       | Hegedüs Béla BVSC           |       |
| Nagyközépsúly | Maróti János Törekvés SE     |       | Göndör István Törekvés SE     |       | Juhász Béla Zombori MTE     |       |
| Kisnehézsúly  | dr. Papp László MAC          |       | Pethő József Herminamezei AC  |       | Nagy István Zombori MTE     |       |
| Nehézsúly     | Badó Rajmund Ferencvárosi TC |       | Horling Lajos Újpesti TE      |       | Varga József BSzKRt SE      |       |

### Férfi szabadfogás
| Versenyszám   | Arany                      | Arany | Ezüst                          | Ezüst | Bronz                        | Bronz |
| ------------- | -------------------------- | ----- | ------------------------------ | ----- | ---------------------------- | ----- |
| Légsúly       | Zombori Ödön MAC           |       | Gyarmati Pál Testvériség SE    |       | Próka István Újpesti TE      |       |
| Pehelysúly    | Fehér Jenő Ferencvárosi TC |       | Tasnády József MAC             |       | Fehér Mihály Ferencvárosi TC |       |
| Könnyűsúly    | Kárpáti Károly Újpesti TE  |       | dr. Ambrus Pál MAC             |       | Beke Imre Újpesti TE         |       |
| Kisközépsúly  | Zombori Gyula MAC          |       | Kamarás József Herminamezei AC |       | Próka Gyula Újpesti TE       |       |
| Nagyközépsúly | Péterfi Péter Kispesti AC  |       | dr. Papp László MAC            |       | Maróti János Törekvés SE     |       |
| Kisnehézsúly  | Barbarits Béla BVSC        |       | Vitkay László Újpesti TE       |       | –                            |       |
| Nehézsúly     | Varga József BSzKRt SE     |       | Fekete József Postás SE        |       | –                            |       |